# Dolo (Côtes-d’Armor)
Dolo (bret. Doloù) – miejscowość i dawna gmina we Francji, w regionie Bretania, w departamencie Côtes-d’Armor. W dniu 1 stycznia 2016 roku z połączenia dwóch ówczesnych gmin – Dolo oraz Jugon-les-Lacs – utworzono nową gminę Jugon-les-Lacs-Commune-Nouvelle. W 2013 roku populacja Dolo wynosiła 683 mieszkańców. 